# Pseudocrenilabrus philander
Pseudocrenilabrus philander là một loài cá nước ngọt nhiệt đới thuộc chi Pseudocrenilabrus thuộc họ Cá hoàng đế. Loài này được mô tả lần đầu tiên vào năm 1897.

## Phân bố và môi trường sống
P. philander được tìm thấy tại hệ thống sông Orange và từ Natal chạy về phía nam sông Congo, kể cả các chi lưu xung quanh hồ Malawi nhưng không phải trong lòng hồ. Loài này cũng được phát hiện tại hồ Rukwa.
P. philander ưa sống trong môi trường nước có độ pH vào khoảng 7,0 và nhiệt độ từ 22 đến 25 °C, nơi có nhiều thảm thực vật thủy sinh.

## Mô tả
P. philander trưởng thành dài khoảng 13 cm, có thể sống trong vòng 5 năm. Số lượng vây tia mềm ở vây hậu môn: 8 - 10. Vây ngực và vây đuôi ngắn và tròn. Thức ăn chủ yếu của loài này là côn trùng, tôm và thậm chí cả cá nhỏ.
Mùa giao phối của P. philander bắt đầu từ mùa xuân đến cuối mùa hè. Cá đực bảo vệ lãnh thổ, xây dựng tổ để thu hút cá mái. Sau khi được thụ tinh, cá mái sẽ gom trứng và rời đi. Trứng được ấp trong miệng của cá mái trong 12 - 14 ngày ở nhiệt độ 26 °C, cá con sau đó được thả ra. Cá mẹ bảo vệ cá con trong miệng (trong vòng 5 - 7 ngày) khi gặp nguy hiểm.
P. philander ít được nuôi làm cảnh và thường bị nhầm lẫn với loài họ hàng của nó, Pseudocrenilabrus multicolor.

## Phân loài
3 phân loài được chấp nhận:
- Pseudocrenilabrus philander philander (Weber, 1897)
- Pseudocrenilabrus philander dispersus (Trewavas, 1936)
- Pseudocrenilabrus philander luebberti (Hilgendorf, 1902)

## Sách tham khảo
- Michael N. Bruton (2012), Alternative life-history styles of fishes, Nhà xuất bản Springer Science & Business Media, tr.96, 251, 255 ISBN 978-9400920651
- H. Segers, K. Martens (2006), Aquatic Biodiversity II: The Diversity of Aquatic Ecosystems, Nhà xuất bản Springer Science & Business Media, tr.221-222 & 228-229 ISBN 978-1402041112
- David Alderton (2012), Cichlids: Understanding Angelfish, Oscars, Discus, and Others, Nhà xuất bản BowTie, tr.6 ISBN 978-1620080030